# 斯托納姆鎮區 (明尼蘇達州契皮瓦縣)
斯托納姆鎮區（英語：Stoneham Township）是位於美國明尼蘇達州契皮瓦縣的一個行政鎮區。

## 地方資料
斯托納姆鎮區的面積為90.10平方千米，當中陸地面積為90.00平方千米，而水域面積為0.10平方千米。根據2020年美國人口普查的數據，當地共有人口200人，而人口密度為每平方千米2.22人。